# 沖繩料理

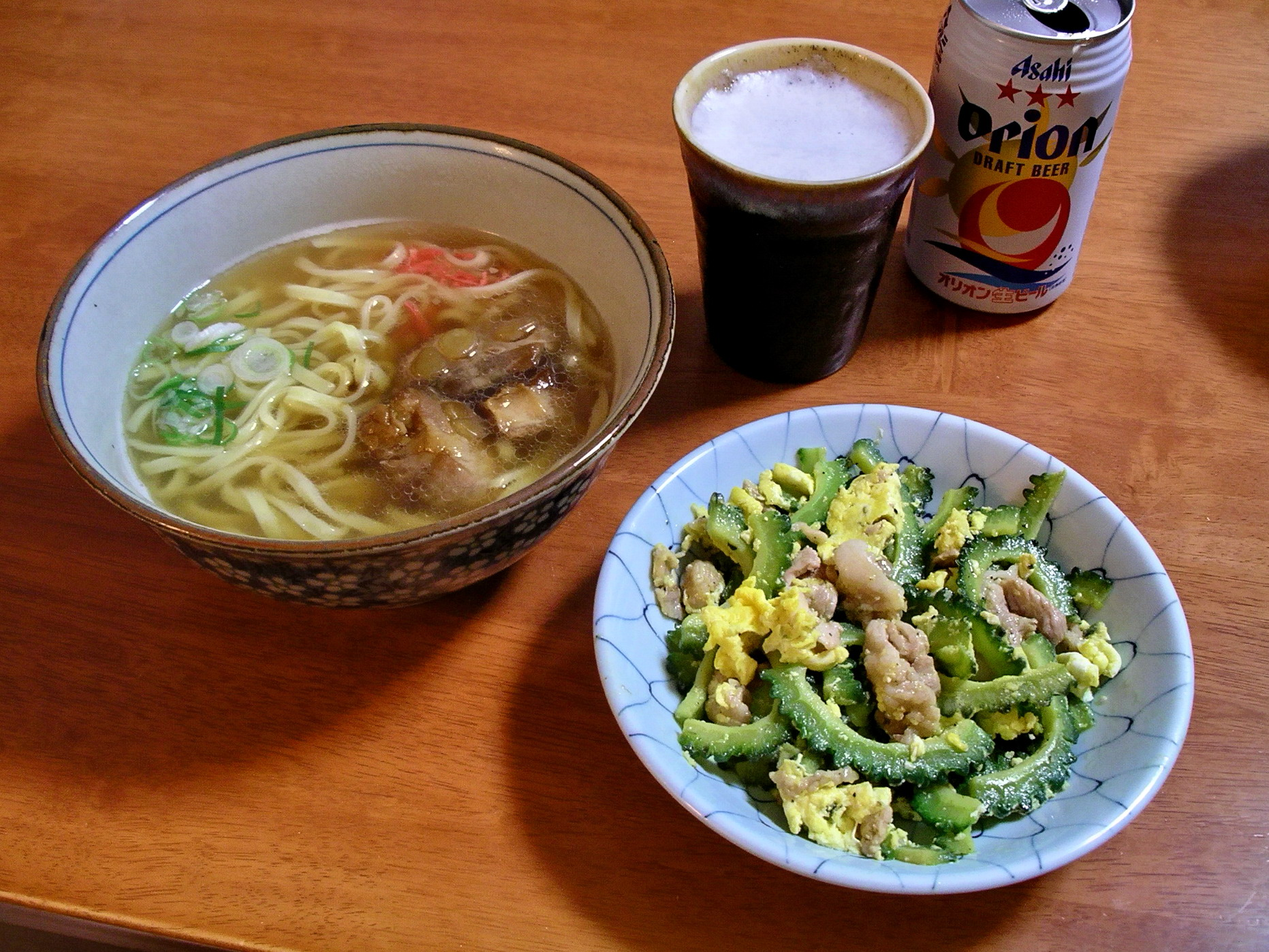
冲绳麵條（左）、苦瓜雜炒（右）與奧利恩啤酒（右上）啤酒，是琉球餐桌常見的組合

沖繩料理，又稱琉球料理，是琉球（今日本沖繩縣及奄美諸島）的地方菜系。由於文化、氣候、蔬菜物產與美國影響等的差異，与日本内地的饮食相比，有一定的地區獨門特色。

## 歷史
由於悠久的貿易歷史，闽越地区的閩菜和東南亞飲食渗透入了琉球料理。在1605年引進沖繩島的番薯至20世紀初仍為琉球人的主食。苦瓜和丝瓜可能是從東南亞引進。由於琉球曾是明国的朝贡國，通过朝贡贸易与明交流频繁，琉球廚師曾前往福建學習烹飪閩菜和（也曾有閩人移民琉球）。泡盛酒可能源自暹羅（今泰國），並在15世紀引進琉球。在庆长琉球之役之後，琉球臣属萨摩，吸收了日本内地菜肴。另外由於地理上靠近台灣，琉球也有部份菜色近似台灣料理（如花生豆腐（ジーマーミ豆腐）跟滷肉）。
琉球在二戰後由美國管理，屆時各種罐頭食品得到普及。美國的漢堡包店，也早於日本本土進入沖繩市場。在此期間，沖繩人熟悉美國食品文化，亦出現了一些受美國食品影響的新派料理（包括塔可飯（タコライス））。這些美食在現代已經演變得很受當地歡迎，特別是因為美國在第二次世界大戰結束後對沖繩的駐軍（日美同盟）。

## 風格
除熱帶蔬菜和水果之外，由於沖繩受東南亞影響，食物使用較多草藥與調味料，炒菜跟蒸煮也具有東南沿海特色，與日本内地相比，還較少食用菇類。
沖繩料理另一特點是食用較多肉類，不像日本内地因佛教影響有近千年不吃肉食。琉球菜的主要蛋白質來源於家畜，特別是豬。佛教在琉球王國的傳播不太普遍，自第二尚氏王朝以來，琉球有一種使用牲畜的文化，以豬為首，以豬為尾，“豬的每一部分都可以吃掉，除了它的蹄子和叫聲。除了豬味道重之外，琉球人也食用一些很多日本内地不习惯吃的食物，如山羊。
儘管被海洋包圍，但與其他海洋文化相比，沖繩人食用的海鮮相對較少。這其實是因為傳統上魚類和其他海鮮產品在沖繩島的高溫下很難保存。此外，這些島嶼相對較少漁獲，因此主要用鹽加工處理。不像日本的主要島嶼都吃壽司，雖然沖繩也有刺身之類的東西，但不是主菜，生食還以肉畜為多。不過，食用海帶卻是受歡迎的成分，如昆布與葡萄藻等，琉菜經常使用各種海藻，不僅製作湯料，還可以製作燉菜、炒菜等。雖然在該地區沒有耕種，但冲绳仍是目前日本最大昆布食用地區。
沖繩的主食傳統上是薯類，如番薯或芋頭，現在则更多食用米或小麥，但与日本内地相比，琉球人不常吃牛奶和奶酪類乳製品，除非美軍時代所引進的食物，如冰淇淋跟漢堡等，而其中麵包不是那麼受歡迎。